# آی‌ان‌اس واگیر (اس۴۱)
آی‌ان‌اس واگیر (اس۴۱) (به انگلیسی: INS Vagir (S41)) یک زیردریایی بود که طول آن ۹۱٫۳ متر (۲۹۹ فوت ۶ اینچ) بود. این زیردریایی در سال ۱۹۷۲ ساخته شد.